# Европа (автомагистрала)
Автомагистрала „Европа“, означена като А6, е автомагистрала в Западна България.
Предвидена е да свързва столицата София с Република Сърбия при ГКПП Калотина. Магистралата замества и на места дублира републикански път I-8 и по нея преминава Европейски път Е80. След ГКПП Калотина продължава като Автомагистрала А4 в Сърбия към Ниш. Магистралата е част от Паневропейски транспортен коридор 4, Паневропейски транспортен коридор 8 и Паневропейски транспортен коридор 10 клон C.
Общата планирана дължина на автомагистрала „Европа“ е 63 km, като към октомври 2023 г. са изградени 46,5 km.
В София се свързва директно с АМ „Хемус“ и чрез Софийския околовръстен път с AМ „Тракия“ и AМ „Струма“.
С решение на МС от 27 декември 2018 г. към магистралата се добавя Северната скоростна тангента.

## Име
Името на планираната магистрала е АМ „Калотина – София“, съгласно решение на ЕК от 11 ноември 2011 г., но за по-кратко се налага името „АМ Калотина“, което име от своя страна е продиктувано от населеното място Калотина, както и от едноименния граничен контролно-пропускателен пункт на границата между България и Сърбия. С решение на МС от 27 декември 2018 г. официално името на магистралата се преименува на АМ „Европа“.

## Изходи
| Изход | Име                | km   | Дестинация                                  | Платна | Забележка                              |
| ----- | ------------------ | ---- | ------------------------------------------- | ------ | -------------------------------------- |
|       | Калотина           | 0    | ГКПП Калотина, Сърбия, Ниш                  |        | В експлоатация                         |
|       | Калотина           | 1,6  | Калотина                                    |        | В експлоатация                         |
|       | Турмашка махала    | 8,1  | Турмашка махала                             |        | В експлоатация                         |
|       | Драгоман - Запад   | 13   | Ро-Ла Терминал, Драгоман, Годеч             |        | В експлоатация                         |
|       | Драгоман - Изток   | 14,4 | Драгоман                                    |        | В експлоатация                         |
|       | Алдомировско блато | 21,2 | Алдомировско блато                          |        | В експлоатация                         |
|       | Сливница 1         | 25,9 | Сливница                                    |        | В експлоатация                         |
|       | Сливница 2         | 29,2 | Сливница, Опицвет, Богьовци                 |        | В експлоатация                         |
|       | Храбърско          | 33,6 | Божурище, Петърч, Храбърско                 |        | В частична експлоатация                |
|       | Хераково           | 39,5 | Костинброд, Пролеша                         |        | В строеж                               |
|       | Костинброд         | 45,5 | Костинброд, Волуяк                          |        | В строеж                               |
|       | Мрамор             | 48,3 | Мрамор                                      |        | В частична експлоатация                |
|       | ССТ                | 49,3 | Калотина, Кулата, Нови Искър, Своге         |        | В експлоатация                         |
|       | бул. Рожен         | 51,7 | София, Требич                               |        | В експлоатация                         |
|       | бул. Илиянци       | 53,5 | София, Кубратово                            |        | бул. „Илиянци” не е продължен          |
|       | бул. Чепинско шосе | 57,8 | София, Чепинци                              |        | В експлоатация                         |
|       | Източна тангента   | 59,3 | София, Чепинци, Летище София                |        | бул. „Източна тангента” не е продължен |
|       | София              | 63,6 | Ботевград, Русе, Варна, Пловдив, Свиленград |        | В експлоатация                         |

## Проектиране
Проектът за новата магистрала е напълно готов. Той е разработен от „Пътпроект“ и е в цялостен вид – от km 0+000 до km 48+270 (по техническо задание) = km 48+329.77 (по приет идеен проект).

## Обществени поръчки

### Участък Калотина – Хераково
За първите 31,5 km от магистралата (Калотина-Хераково) е обявена обществена поръчка през 2012 г., като строителството се очаква да започне през 2013 година. Маршрутът следва съществуващия Републикански път I-8 / E80/, като също така е част от паневропейския коридор X, клон В.
През октомври 2013 г. обаче процедурата е прекратена, тъй като средствата по Оперативна програма „Транспорт“ са изцяло договорени. През същия месец заместник-министърът на транспорта Петър Киров обявява, че през 2014 г. ще се обяви нова обществена поръчка за отсечката, а финансирането от около 40 млн. евро ще бъде осигурено от новия финансов инструмент за свързване на Европа.
През май 2014 г. е обявена нова обществена поръчка, като този път участъкът е разделен на две обособени позиции: от Калотина до Драгоман, и от Драгоман до Хераково. Прогнозната стойност е 200 млн. лева без ДДС. През август 2014 г. обаче и тази процедура е прекратена.

### Участък Хераково – СОП София
Как ще се изпълни частта от пътен възел „Храбърско“ до София, или останалите 16+164,73 km остава да се реши през новия програмен период 2014 – 2020 г. През август 2015 г. Агенция „Пътна инфраструктура“ обявява търг за „Изработване на технически проект за Път I-8 „Калотина – Софийски околовръстен път“, участък от km 32+447.20 до km 48+611.93“.

## Строителство
Въпреки плановете за европейско финансиране за магистрала „Калотина“ и твърденията, че строителството ѝ трябва да приключи за две години, като тя бъде пусната в експлоатация до края на 2016 година или най-късно през пролетта на 2017 година, то започва едва в края на май 2019 г.

### Лот 1 ГКПП Калотина – Драгоман
Лот 1 е с дължина 14,5 km от km 1+000 до km 15+500 с габарит А-25,5 м и проектна скорост 90 km/ч. Предвижда се да бъдат изградени 10 големи съоръжения – 4 надлеза, 2 селскостопански подлеза, 2 подлеза, 1 естакада и 1 мост.

#### Тръжна процедура
- На 8 септември 2017 г. е обявена обществена поръчка за изготвяне на технически проект и строителство (инженеринг) на участъка.[11]
- На 9 януари 2018 г. в деловодството на АПИ са депозирани 13 оферти за изготвяне на технически проект и строителство (инженеринг) на участъка като само 4 отговарят на изискванията.
- На 6 март 2018 г. е открита обществена поръчка за консултантска услуга – строителен надзор.
- На 2 юли 2018 г. са отворени ценовите оферти за изготвяне на технически проект и строителство като най-ниска цена предлага „СТРАБАГ БПА“ ДЗЗД, с участници: „Щрабаг“ ЕАД, „Страбаг Сп. з.о.о., Полша“ и „Битумина ГмбХ-България“ ЕООД – 137 491 883.28 лв. без ДДС,[12] а най-високата „ГБС Инфраструктурно строителство“ АД – 141 502 699.24 лв. без ДДС.
- На 16 август 2018 г. в деловодството на АПИ са депозирани 7 оферти за строителен надзор като само 3 отговарят на изискванията. Най-ниската предложена цена е 3 090 500 лв. на ДЗЗД „Надзор Калотина – СОП“, а най-високата 3 604 400 лв. е на Сдружение „Калотина Консултанти“.
- На 16 юли 2018 г. за строител е избран консорциум „СТРАБАГ БПА“ ДЗЗД с комплексна оценка 99.80 точни въз основа на критерий за оценка „оптимално съотношение качество/цена“.
- На 15 ноември 2018 г. е сключен договор със „СТРАБАГ БПА“ ДЗЗД за технически проект и строителство за 852 календарни дни, от които 122 са за подготовка на техническия проект.
- На 19 април 2019 г. за строителен надзор е избран изпълнител ДЗЗД „Надзор Калотина – СОП“ с участници „Трансконсулт-БГ“ ЕООД и „Пътинвест-Инженеринг“ АД с комплексна оценка 100 точки въз основа на критерий за оценка „оптимално съотношение качество/цена“.
- На 17 юни 2019 г. е подписан договор за строителен надзор с ДЗЗД „Надзор Калотина – СОП“ като срока за изпълнение е 910 дни.

#### Строителство
- На 23 февруари 2018 г. има издадено разрешително за строеж от МРРБ № РС-9/23.02.2018 г. от km 4+420 до km 6+100.
- На 13 февруари 2020 г. е направена първата копка.[13]
- На 9 юни 2020 г. има издадено разрешително за строеж от МРРБ № РС-40/09.06.2020 г. за участък от km 1+000 до km 4+420 и от km 6+100 до km 15+500.
- На 13 април 2023 г. в експлоатация са пуснати първите 6,5 km от лота, като останалите ще бъдат пуснати до края на май 2023г.[14]
- На 11 октомври 2023 г. с издаден акт 15 са пуснати останалите 8 km, с което строителството на лот 1 е завършено.[15]

### Лот 2 Драгоман – Сливница
Лот 2 е с дължина 16,947 km от km 15+500 до km 32+447,20 с габарит А-27 м и проектна скорост 110 km/ч. Изградени са 11 големи съоръжения – 4 надлеза, 2 селскостопански подлеза, 3 подлеза, 1 мост, 1 жп подлез и 7 площадки за отдих и принудително спиране.

#### Тръжна процедура
- На 7 септември 2017 г. е обявена обществена поръчка за изготвяне на технически проект и строителство на участъка.[16]
- На 16 февруари 2018 г. е обявена обществена поръчка за консултантска услуга – строителен надзор.
- На 2 юли 2018 г. са отворени ценовите оферти за технически проект и строителство като най-ниска цена предлага „ГБС Инфраструктурно строителство“ АД – 97 800 298.60 лв. без ДДС,[12] а най-високата Обединение „Геопът Запад“ с участници „Пътстрой-92“ АД и „Геострой“ АД – 113 823 688.90 лв. без ДДС.
- На 30 ноември 2018 г. са оповестени кандидатите за строителен надзор. Кандидатствали са общо 9 фирми и обединения като само 4 отговарят на изискванията.
- На 5 декември 2018 г. са отворени ценовите оферти на кандидатите за строителен надзор, като най-ниската е 1 578 520 лева без ДДС на Обединение „ЕН АР ПЪТКОНСУЛТ“, а най-високата 1 966 230 лева без ДДС на „ПЪТИНВЕСТ ИНЖЕНЕРИНГ“ АД
- На 28 декември 2018 г. е сключен договор с „ГБС Инфраструктурно строителство“ АД за технически проект и строителство за 910 календарни дни, от които 180 за техническия проект.[17]
- На 11 февруари 2019 г. е избран изпълнител за строителен надзор „План Инвест Калотина“ ДЗЗД с комплексна оценка 93,94 точки в съотношение качество/цена с цена от 1 860 300 лева без ДДС.
- На 24 април 2019 г. е подписан договора за строителен надзор с „План Инвест Калотина“ ДЗЗД с участници „План Инвест Пловдив“ ЕООД, „ПН Консулт 2017“ ЕООД и „Сърч Корпорейшън“ Срл като срока за изпълнение е 1460 дни.

#### Строителство
- На 15 май 2019 г. има издадено разрешително за строеж от МРРБ № РС-42/15.05.2019 г. от km 15+500 до km 30+170.
- На 23 май 2019 г. е направена първата копка.[18]
- На 7 ноември 2019 г. има издадено разрешително за строеж от МРРБ № РС-107/07.11.2019 г. от km 30+170 до km 32+447.20 с етапна връзка.
- На 14 ноември 2019 г. е обявена обществена поръчка за спасително археологическо проучване на археологически обект от km 18+720 до km 18+800.
- На 22 януари 2020 г. е подписан договор с „Национален археологически институт с музей при БАН“ за археологически обект от km 18+720 до km 18+800 като стойността на договора е 101 112 лв. с ДДС със срок на изпълнение 365 дни.
- На 11 ноември 2020 г. е пусната в експлоатация.
- На 23 декември 2021 г. е издадено разрешение за ползване СТ-05-929/23.12.2021, с което лота получава Акт 16.[19]

### Лот 3 Сливница – София
Лот 3 е с реална дължина 16+164,73 km от km 32+447,20 до km 48+611.93 с габарит А-27 м. и проектна скорост 110 km/ч. Предвижда се да бъдат изградени 10 големи съоръжения – 1 виадукт, 1 селскостопански подлез, 6 подлеза и 2 моста.
Според проекта на „Трансконсулт-22“ ООД общата дължина на трасето е 16+180,15 km като началото на трасето е при km 32+420 = km 32+317,20 и свършва при km 48+600,15 = km 48+611.93 от проекта за Северна скоростна тангента.

#### Тръжна процедура
- На 24 юли 2015 г. е обявена обществена поръчка с предмет технически проект и авторски надзор
  - Изработване на технически проект за Път I-8 „Калотина – Софийски околовръстен път“ участък от 32+447.20 до km 48+611.93
  - Упражняване на авторски надзор по време на строителството, съгласно Закона за устройство на територията (ЗУТ) и действащите подзаконови нормативни актове по време на строителството
- На 20 януари 2016 г. за технически проект и авторски надзор е избрана фирма „Трансконсулт-22“ ООД с комплексна оценка 100 точни въз основа на критерий за оценка „оптимално съотношение качество/цена“ и цена от 240 000 лв. без ДДС.
- На 22 март 2016 г. АПИ възлага обществената поръчка на „Трансконсулт-22“ ООД като срока за изпълнение е 180 дни.
- На 26 февруари 2021 г. е обявена обществена поръчка за „Определяне на изпълнител на строителството от km 32+447,20 до km 48+903“.[20]
- На 9 април 2021 г. в деловодството на АПИ са отворени 10 оферти за строителство на участъка.
- На 3 септември 2021 г. е обявена обществена поръчка за консултантска услуга – строителен надзор. Прогнозната цена на обществената поръчка е 4 982 973 лв. без ДДС.[21]
- На 19 ноември 2021 г. е избран за изпълнител консорциум ДЗЗД ”Европа-2022” с участието на Главболгарстрой с комплексна оценка 100.00 точки въз основа на критерий за оценка „оптимално съотношение качество/цена“.[22]
- На 22 декември 2021 г. е сключен договор с консорциум ДЗЗД ”Европа-2022” за строителство за 660 календарни дни на стойност 222 466 239 лв. без ДДС.[20]
- На 10 май 2022 г. са отворени ценовите оферти на кандидатите за строителен надзор, като най-ниската е 2 389 990 лева без ДДС на ДЗЗД "КАЛОТИНА 3", а най-високата 4 666 666 лева без ДДС на ДЗЗД „Европа“.[21]
- На 20 май 2022 г. за строителен надзор е избран изпълнител ДЗЗД „Европа“ с участници „Пътинвест-инженеринг“ АД, „Стройнорм" ЕООД и ЕР ДЖИ КОНСУЛТИНГ ООД с комплексна оценка 94,16 точки въз основа на критерий за оценка „оптимално съотношение качество/цена“.[21]
- На 27 юли 2022 г. е подписан договора за строителен надзор с ДЗЗД „Европа“ с участници „Пътинвест-инженеринг“ АД, „Стройнорм" ЕООД и ЕР ДЖИ КОНСУЛТИНГ ООД като срока за изпълнение е 710 дни.

#### Строителство
- На 28 април 2023 г. е издадено разрешение за строеж МРРБ № РС-35/28.04.2023 г. от km 39+600 до km 45+300.[23]
- На 12 май 2023 г. е направена първата копка.[24]
- На 18 август 2023 г. е издадено разрешение за строеж МРРБ № РС-67/18.08.2023 г. от km 32+447 до km 39+600.
- На 27 септември 2024 г. е издадено разрешение за строеж МРРБ № РС-74/27.09.2024 г. от km 45+300 до km 48+903.

## Финансиране
- Лот 1 – Финансирането на обекта е осигурено от следните източници:[25]
  - Механизъм за свързване на Европа (МСЕ) – 20 584 007 евро, което представлява 24,77% от допустимите по МСЕ индикативни разходи по проекта. Номер на договора за безвъзмездна финансова помощ – INEA/CEF/TRAN/A2016/1367075
  - Национално съфинансиране
- Лот 2 – Финансирането на обекта е осигурено от националния бюджет.
- Лот 3 – Финансирането ще се осигури със средства по Оперативна програма „Транспорт и транспортна инфраструктура“ 2014 – 2020 г. и национално съфинансиране.[26]

## Галерия
- АМ Европа край Сливница
- АМ Европа